# Juan XIV
Juan XIV (Pavía, ¿?-Roma, 20 de agosto de 984). papa 136.º de la Iglesia católica de 983 a 984.
A la muerte de Benedicto VII, el emperador Otón II impone como nuevo papa a su vicecanciller imperial en Italia y obispo de Pavía, Pietro Cane de Panova quien tomó el nombre de Juan al considerar que no era digno para llevar en su pontificado el mismo nombre que el del apóstol, y primer papa, San Pedro.
A los pocos días de la elección papal, el emperador falleció y fue sucedido en el trono por su hijo Otón III de tan solo tres años de edad; circunstancia que aprovechó el antipapa Bonifacio VII para regresar de su exilio de Constantinopla y ocupar por segunda vez, y de forma igualmente ilegítima, el trono de San Pedro.
Bonifacio VII encarceló, en abril de 984, a Juan XIV en el Castillo Sant'Angelo donde falleció de hambre o, según otras versiones, envenenado, el 20 de agosto de 984.